# 萊克洛塔瓦納 (密蘇里州)
萊克洛塔瓦納（英語：Lake Lotawana）是位於美國密蘇里州傑克遜縣的城市。

## 人口
根據2020年美國人口普查的數據，萊克洛塔瓦納的面積為29.26平方千米，當中陸地面積為26.71平方千米，而水域面積為2.55平方千米。當地共有人口2310人，而人口密度為每平方千米79人。